# MT-LB
Der MT-LB (russisch МТ-ЛБ; Abkürzung für многоцелевой тягач лёгкий бронированный – Mnogozelewoi Tjagatsch Ljogki Bronirowanny, auf Deutsch: leichtgepanzertes Mehrzweckzugmittel, interne russische Bezeichnung: Motolyga) ist ein gepanzerter, amphibischer Truppentransporter, der in der Sowjetunion auf Basis des ungepanzerten Zugtraktors MT-L entwickelt wurde.

## Beschreibung
Ende der 1960er-Jahre wurde ein Ersatz für die auf dem ASU-57 basierenden Artilleriezugmaschinen der AT-P-Serie gesucht.
Der MT-L, der eine ungepanzerte Version des MT-LB darstellt, wurde den Ansprüchen gerecht. Die Produktion begann in den frühen 1970er-Jahren. Die Herstellung war vergleichsweise preiswert, da der MT-LB auf dem PT-76 basierte und mit diesem viele Komponenten gemeinsam hatte. Der Motor JaMS-238 war eigentlich ein Lkw-Triebwerk, das beispielsweise beim KrAS-255 Verwendung fand. Der MT-LB wurde außer in der UdSSR auch in Polen und Bulgarien produziert.
Der MT-LB wurde konstruiert, um eine Vielzahl von Aufgaben zu übernehmen, beispielsweise als Schlepper für Artillerie und PaK, als Frachttransporter und als gepanzerter Mannschaftstransporter. Der MT-LB ist vollständig amphibisch, wird im Wasser von seinen Ketten angetrieben und hat im Heckbereich Raum für 11 Soldaten. Auf schneebedecktem Boden können die Ketten durch breitere ersetzt werden, wodurch der Bodendruck gesenkt wird.
Der MT-LB wird zudem als Basis für die Flugabwehrpanzer 9K35 Strela-10 und Sosna-R verwendet.

## Versionen
- MT-LBW: 565 mm breite Ketten mit einem Bodendruck von 0,28 kg/cm²
- MT-LB: Artillerie-Funkmessstation 10 „Leopard“ (SNAR-10)
- MT-LB: Artillerieschlepper
- MT-LB: Führungsfahrzeug des Batterieoffiziers mit drei Funkstationen, Teleskopmast, sechs Batterien zur Stromversorgung und Ausrüstung für die Führungsgruppe
- MT-LB: Sanitätsfahrzeug
- MT-LB: Pionierpanzer mit EAG
- MT-LB: mit automatischem 82-mm-Mörser 2B9
- MT-LB: Variante, genannt 2K32 mit dem modernisierten 82-mm-Mörser 2B14 Podnos
- MT-LB: 9P149-Variante mit Panzerabwehrraketen 9K114 Schturm
- MT-LB: Version eines Kurzstrecken-Flugabwehrraketensystems 9K35 Strela-10
- MT-LB: mit bulgarischem 120-mm-Mörser im Truppenabteil montiert
- MT-LB: mit polnischem WAT-Turm (14,5-mm-MG und koaxiales 7,62-mm-MG)
- WPT Mors: polnischer leichter Bergepanzer
- Pansarbandvagn 401 (PbV 401): ex-NVA-MT-LB, die in der schwedischen Armee verwendet werden
- MT-LBu: Weiterentwicklung der 1970er-Jahre

## Technische Daten
- Erste Produktionsserie: 1964
- Reichweite: 500 km
- Panzerung: 3–10 mm

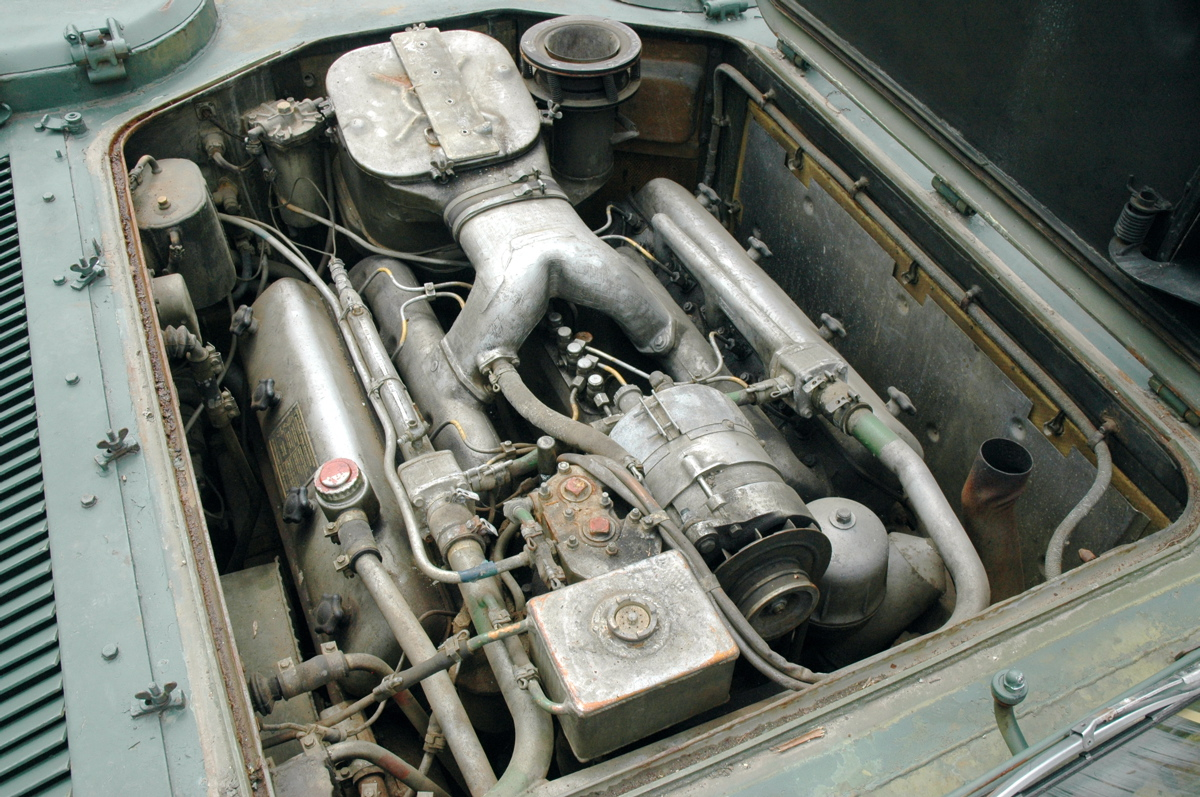
4-Takt-Dieselmotor JaMS-238

- Bewaffnung: 7,62-mm-MG, Nebelmittelwurfanlage; versionsabhängig
- Treibstoffkapazität: 450 l
- Panzerung: Aluminium/Stahl
- Kletterfähigkeit: 0,70 m
- Grabenüberschreitfähigkeit: 2,70 m
- Bodendruck: 0,46 kg/cm²
- Bodenfreiheit: 0,45 m
- Motor: Dieselmotor JaMS-238W, Direkteinspritzung
  - Hubraum: 14,86 l
  - Leistung: 240 PS
  - Drehmoment: 866 Nm

## Kampfeinsatz
Im Russisch-Ukrainischen Krieg wird das Fahrzeug von beiden Seiten eingesetzt. Laut dem Oryx-Blog gingen mit Stand Mai 2025 mindestens 1.743 Fahrzeuge auf russischer und mindestens 157 Fahrzeuge auf ukrainischer Seite verloren.

## Nutzerstaaten

### Aktuelle Nutzer
- Armenien – Ab dem Januar 2018 befindet sich eine unbekannte Anzahl MT-LB im Dienst.[5]:181
- Angola – Ab dem Januar 2018 befinden sich 31 MT-LB im Dienst.[5]:445
- Aserbaidschan – Ab dem Januar 2018 befinden sich 336 MT-LB im Dienst.[5]:183
- Bangladesch – Ab dem Januar 2018 befinden sich 134 MT-LB im Dienst.[5]:245
- Bulgarien – Ab dem Januar 2018 befinden sich 100 MT-LB im Dienst.[5]:89
- Demokratische Republik Kongo – Ab dem Januar 2018 befinden sich 6 MT-LB im Dienst,[5]:458 die im Jahr 2000 aus der Ukraine  geliefert wurden.[6]
- Finnland – Ab dem Januar 2018 befinden sich 102 MT-LBV im Dienst.[5]:100
- Georgien – Ab dem Januar 2018 befinden sich 66 MT-LB im Dienst.[5]:187
- Irak – Ab dem Januar 2018 befinden sich ungefähr 400 MT-LB im Dienst.[5]:338
- Kasachstan – Ab dem Januar 2018 befinden sich 150 MT-LB im Dienst.[5]:188
- Litauen – Ab dem Januar 2018 befinden sich 8 MT-LB im Dienst.[5]:124
- Moldau – Ab dem Januar 2018 befinden sich 60 MT-LB im Dienst.[5]:191

- Myanmar – Ab dem Januar 2018 befinden sich 26 MT-LB im Dienst.[5]:287
- Nigeria – Ab dem Januar 2018 befinden sich 67 MT-LB im Dienst.[5]:479
- Nordmazedonien – Ab dem Januar 2018 befinden sich 10 MT-LB im Dienst.[5]:127
- Polen – Ab dem Januar 2018 befinden sich 15 MT-LB im Dienst.[5]:136
- Russland
Heer – Ab dem Januar 2018 befanden sich 3500 MT-LB im Dienst.[5]:194
Marineinfanterie – Ab dem Januar 2018 befanden sich 300 MT-LB im Dienst.[5]:198
- Serbien – Ab dem Januar 2018 befinden sich 32 MT-LB im Dienst.[5]:143
- Ukraine – Ab dem Januar 2018 befinden sich einige MT-LB im Dienst.[5]:210
- Uruguay – Ab dem Januar 2018 befinden sich 3 MT-LB im Dienst.[5]:422
- Belarus – Ab dem Januar 2018 befinden sich 78 MT-LB im Dienst.[5]:185 ff

### Ehemalige Nutzer
- Deutsche Demokratische Republik[7][8][9] NVA 529 Stück[10]
- Eritrea – Bis zum Januar 2018 wurden 10 MT-LB außer Dienst gestellt.[5]:461

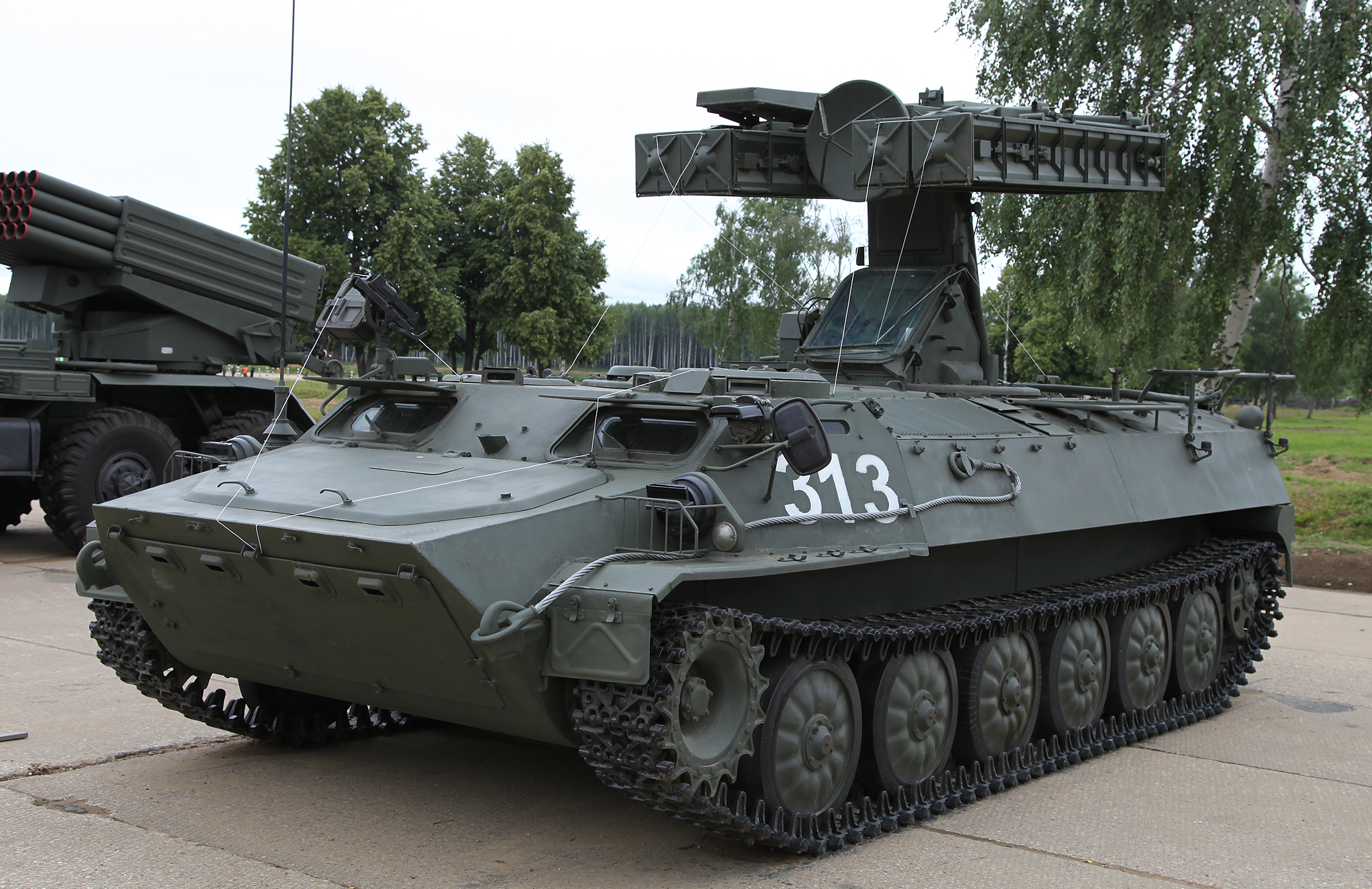
Version des MT-LB: 9K35 Strela-10
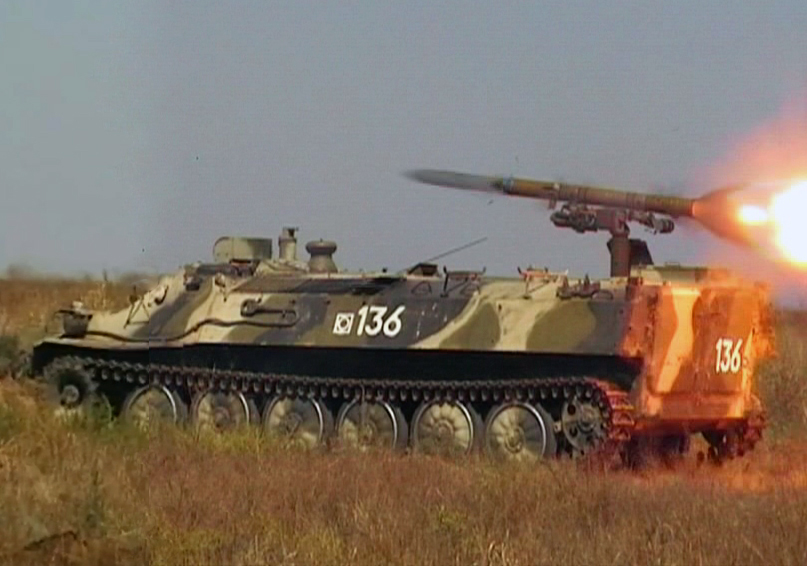
Panzerabwehrrakete 9M114 Schturm auf MT-LB-Basis 9P149
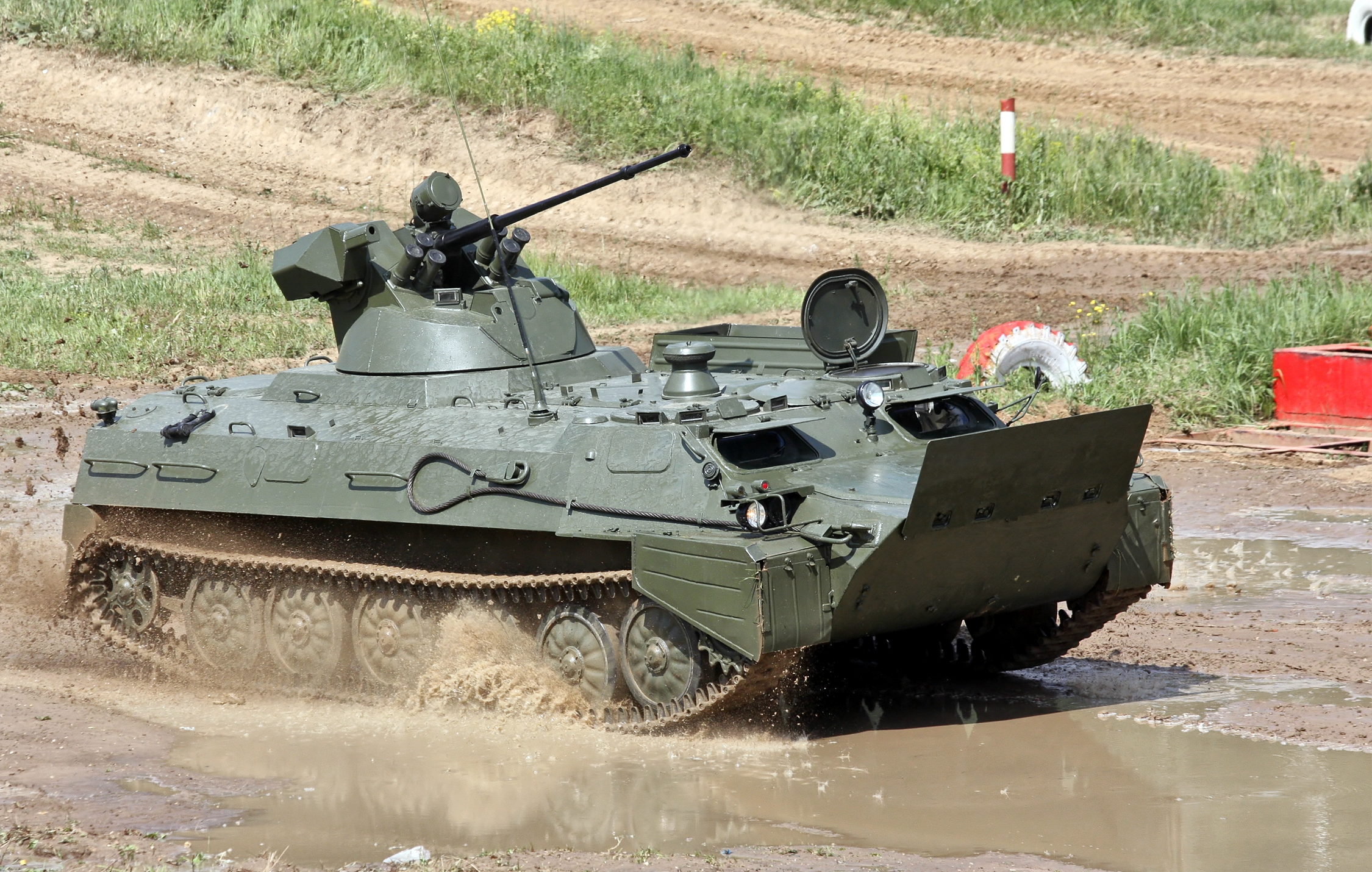
МТ-LBM (Objekt 6 MB) mit 30-mm-Maschinenkanone 2A72, Geschützturm wie beim BTR-80A
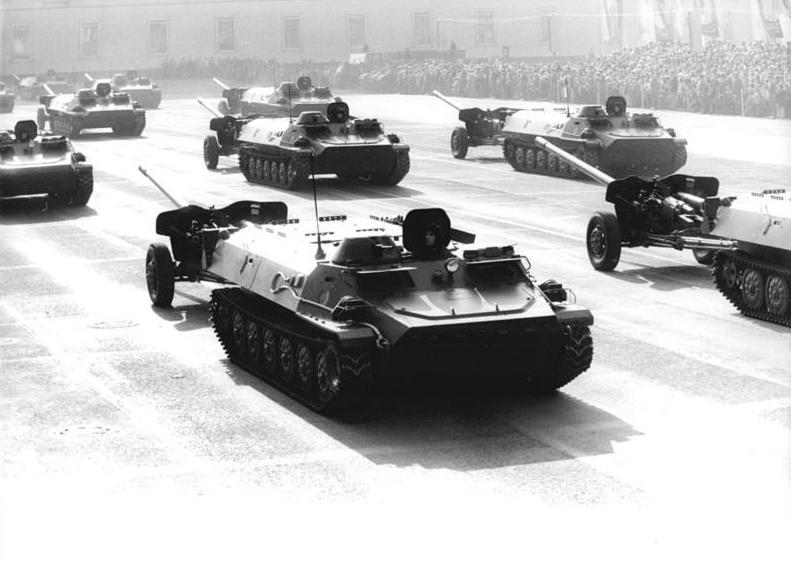
MT-LB mit Panzerabwehrkanone MT-12 1977 anlässlich der Parade zum Jubiläum der Staatsgründung der DDR in Berlin